# شاهک آبی‌لکه
شاهک آبی‌لکه (نام علمی: Charaxes ameliae) نام یک گونه از سرده شاهک است.